# Puig de Porreres
El Puig de Porreres és una muntanya de 201 metres que es troba al municipi de Cruïlles, Monells i Sant Sadurní de l'Heura, a la comarca catalana del Baix Empordà.